# Пиплз, Дэвид Вебб
Дэвид Вебб Пиплз (англ. David Webb Peoples; род. в 1940 году) — американский сценарист, кинорежиссёр, монтажёр.

## Биография
Родился в США, в городе Мидлтаун, штат Коннектикут, в семье Рут и Джо Вебба Пиплза, геолога.

## Фильмография
| №  | Название          | Оригинальное название                         | Год  | Роль в картине                                                          | Бюджет  |
| -- | ----------------- | --------------------------------------------- | ---- | ----------------------------------------------------------------------- | ------- |
| 1  | День после Троицы | The Day After Trinity                         | 1981 | Сценарист (совместно с Джоном Элсом и Джанет Пиплз)                     |         |
| 2  | Бегущий по лезвию | Blade Runner                                  | 1982 | Сценарист (совместно с Хэмптоном Фэнчером)                              | $28 млн |
| 3  | Леди-ястреб       | Ladyhawke                                     | 1985 | Сценарист (совместно с Эдвардом Хмарой, Майклом Томасом)                | $20 млн |
| 4  | Левиафан          | Leviathan                                     | 1989 | Сценарист (совместно с Джебом Стюартом)                                 |         |
| 5  | Кровь героев      | The Blood of Heroes, The Salute of the Jugger | 1989 | Сценарист, режиссёр                                                     |         |
| 6  | Проект «Пришелец» | Fatal Sky, Project Alien                      | 1990 | Сценарист (совместно с Брайаном А. Уильямсом и Дэвидом Уайтом)          |         |
| 7  | Непрощённый       | Unforgiven                                    | 1992 | Сценарист                                                               |         |
| 8  | Герой             | Hero                                          | 1992 | Сценарист, автор сюжета (совместно с Лорой Зискин и Элвином Сарджентом) |         |
| 9  | 12 обезьян        | 12 Monkeys                                    | 1995 | Сценарист (совместно с Джанет Пиплз)                                    | $30 млн |
| 10 | Солдат            | Soldier                                       | 1998 | Сценарист                                                               | $75 млн |